# Bror Viktor Adler
Bror Viktor Adler, född 20 juni 1848 på fabriksegendomen Sjuntorp, Fors socken, Västergötland, död 12 januari 1910 i Stockholm, var en svensk arkitekt och rektor vid Tekniska skolan i Stockholm.

## Utbildning
Viktor Adler utbildade sig på Chalmerska slöjdskolan i Göteborg september 1863–juni 1868. Vid Chalmerska slöjdskolan tycks Adler ha haft stadsarkitekt Victor von Gegerfelt som lärare i byggnadskonst. Gegerfelt var lärare vid Chalmers och Slöjdföreningens skola i Göteborg under 1860- och början av 1870-talet. Viktor Adler var elev vid Konstakademien i Stockholm september 1870–maj 1875 och fick sin närmaste ledning av professor Fredrik Wilhelm Scholander, som tog hand om den unge och flitige Adler med stor ynnest. Vid avgången från Konstakademien erhöll Adler kungliga medaljen.

## Arkitektuppdrag
Efter studierna företog Adler studieresor till utlandet. Han besökte Danmark, Tyskland, Österrike och Italien, 1869, 1873, 1876 och 1884. Efter hemkomsten från sin första studieresa slog han sig ned i Göteborg såsom praktiserande arkitekt. Han var anställd vid stadsarkitekten Victor von Gegerfelts kontor i Göteborg åren 1868–1873. Han tjänstgjorde som privatarkitekt och blev extra ordinarie arkitekt i överintendentsämbetet den 23 mars 1875. Här utövade han en omfattande verksamhet:
- Riksbankshuset, Göteborg (Riksbankens filial), Södra Hamngatan 27
- Kungsportsavenyen 34 (uppfört 1882, rivet 1960)
- Frimurarehuset för Frimurarelogen, Södra Hamngatan 31, Göteborg
- Viktoriaskolan, Linnégatan[5] (uppfört 1875-1877)
- Saluhallen, Göteborg, tillsammans med Hans Hedlund och Johan Gustaf Richert (uppfört 1888-1889)
- Wernerska huset, Kanaltorget 1, Göteborg (uppfört 1877, rivet 1971)
- Flertalet av arbetarbostäderna i Annedal, Göteborg

### Bildgalleri

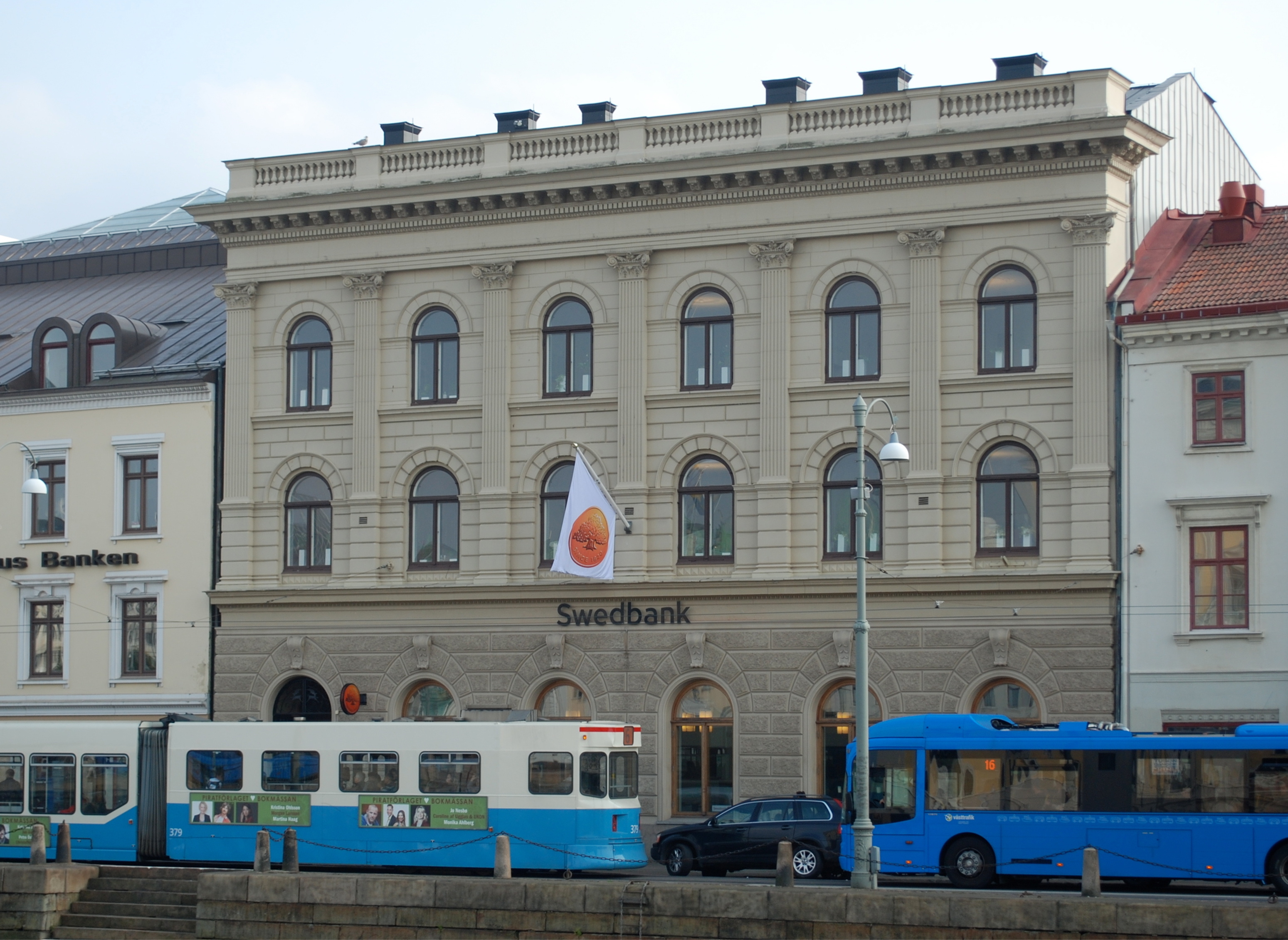
Riksbankshuset i Göteborg på Södra Hamngatan 27. Idag används huset av Swedbank.
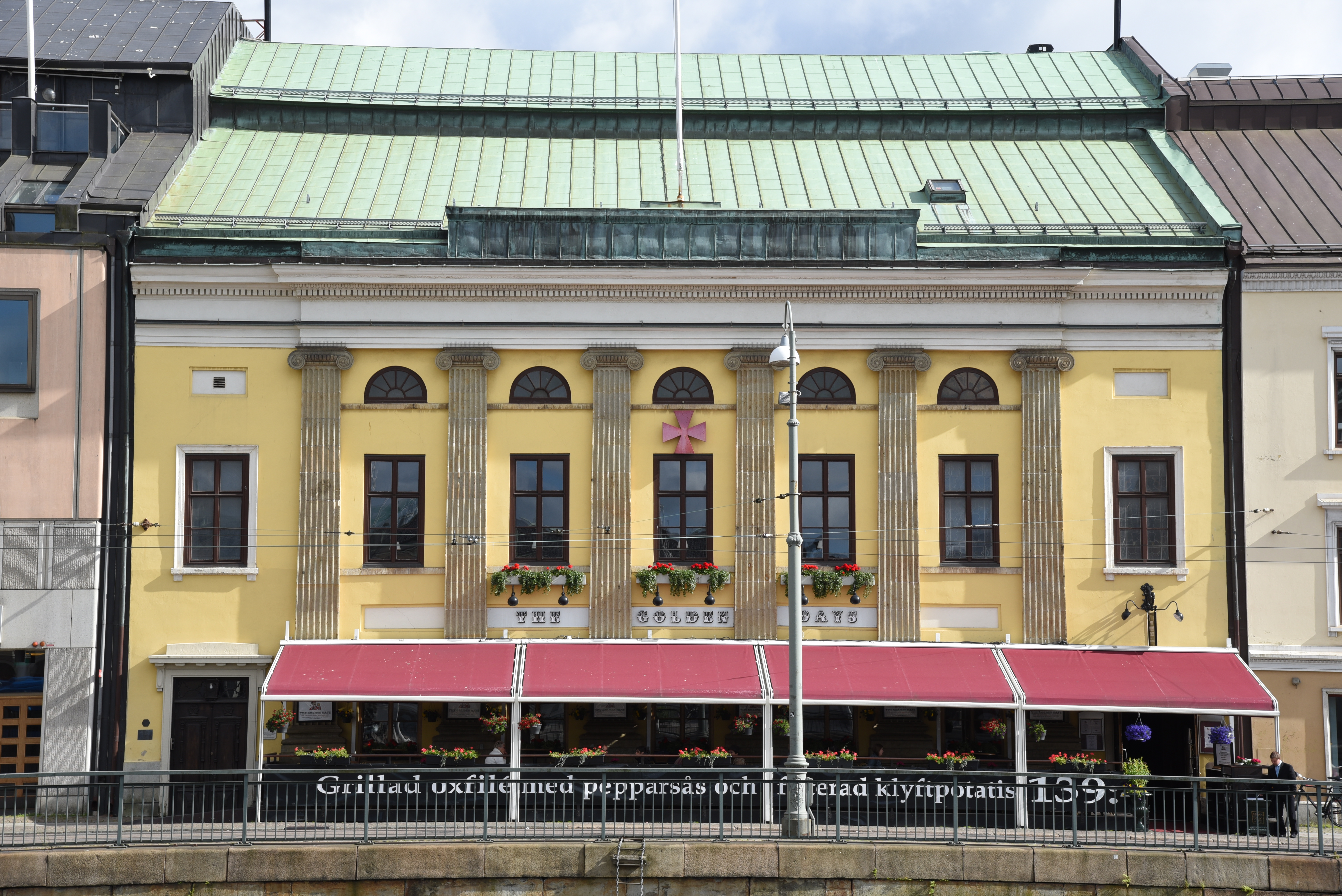
Frimurarlogen, Göteborg, Södra Hamngatan 31, Göteborg.
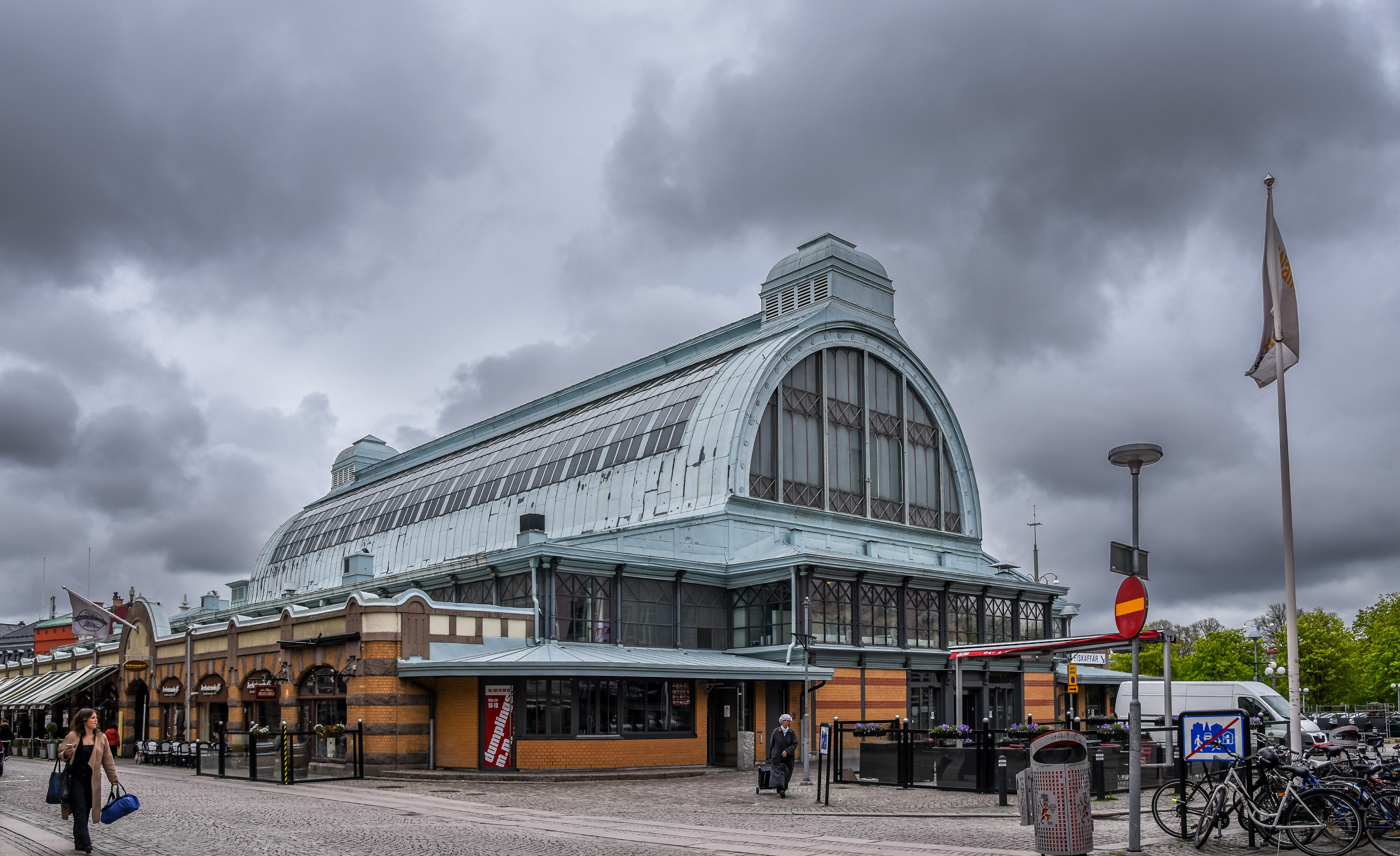
Saluhallen, Göteborg.
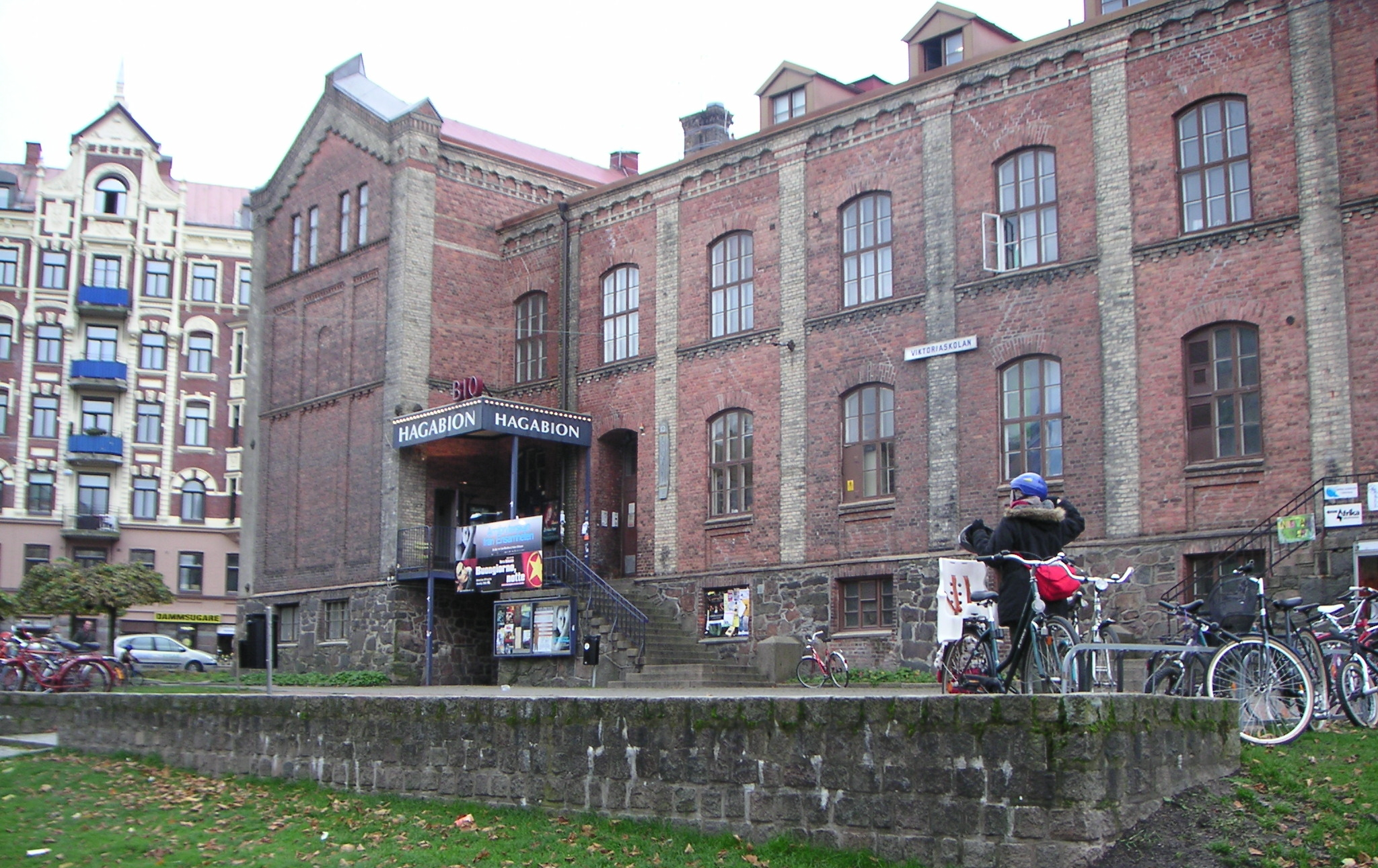
Viktoriahuset, Göteborg

## Läraruppdrag
Adler var även verksam såsom lärare vid Chalmers tekniska läroanstalt från juli 1876 och vid Göteborgs slöjdförenings skola från juni 1881. Adler blev den 6 oktober 1882 uppförd på andra förslagsrummet till professor i arkitektur vid tekniska högskolan. 

## Rektor vid Tekniska skolan i Stockholm
Ryktet om det utmärkta sätt som han skötte sina många uppdrag på spridde sig vida omkring och föranledde att han 1886 kallades av Tekniska skolans i Stockholm styrelse till rektorsplatsen vid den nyss omorganiserade Tekniska skolan i Stockholm. Han tillträdde tjänsten den 18 augusti 1886. 1879 hade Slöjdskolan i Stockholm omorganiserats. I samma veva blev det nya namnet Tekniska skolan. Den mest genomgripande förändringen innebar inrättandet av fyra avdelningar, bland dem Högre konstindustriella skolan med Teckningslärarseminarium. Tekniska skolan kom sedan i all väsentligt att bestå i 66 år (till 1945).

## Tekniska skolans utveckling och framgångar
Vid Tekniska skolan bidrog han också som lärare och ledare med stor framgång till de framsteg som skolan år från år gjorde. Han införde en praktisk undervisningsmetod och statsanslagen ökade. En femte fackavdelning tillkom 1890, nämligen maskinyrkesskolan. Under Adlers ledning utvecklades den Tekniska skolan betydligt, vilket kraftigt bidrog till skolans framgång, samtidigt som elevantalet ökade. I syfte att lära känna allt nytt i undervisningsväg företog rektor Adler resor i utlandet, särskilt till de länder som var kända som framstående för sin konstslöjd. Han lade ned stort arbete för den tekniska undervisningens höjande i landet. Han förde också vidare den omorganisation som hans företrädare började. Lokalerna blev ändamålsenligare utnyttjade och undervisningen fick en skarpare begränsning för yrkesutbildning. Även skolans museum och bibliotek ordnades under Adlers rektorstid. Han hade kanske störst intresse för den konstindustriella skolan och undervisningen där vann under hans rektorat ett stort uppsving.
Adler ivrade mycket för att göra svensk konstindustri känd i utlandet, och hans initiativ och arbete tillskrivs förtjänsten av den svenska konstindustrins framgång på utställningen i Budapest 1896.
Elevutställningar anordnades, och 1909 deltog skolan i Stockholmsutställningen 1909.

## Inspektör
Adler var under senare år, från 1890, även verksam som inspektör för de tekniska yrkesskolorna i riket liksom för teckningsundervisningen vid de allmänna läroverken och seminarierna. Såsom konstindustriell lärare intresserade han sig livligt för införande av mönsterskydd i svensk lagstiftning.

## Nordiska museet på Stockholmsutställningen 1897
Viktor Adler var med att ordna Nordiska museets stora Stockholmsutställning 1897, som omfattade de tekniska skolornas, högskolornas och de små arbetsskolornas utställningsföremål. Han ordnade också hela landets storartade utställning av konst- och husslöjd. Han var också en av jurymännen bland prisdomarna för konst- och husslöjd på den Allmänna konst- och industriutställningen 1897. 
Viktor Adler var också ledamot i kommittén för Sveriges deltagande i 1900 års världsutställning i Paris 1900 (Exposition Universelle 1900), den 16 juli 1897. Vidare var Adler ledamot i kommittén för Sveriges deltagande i 1904 års världsutställning i Saint Louis, Missouri, USA, den 10 juni 1903. En världsutställning är en internationell utställning av bland annat hantverks- och industriprodukter, teknik och konst. 

## Utmärkelser
Bland utmärkelser som han tilldelades var:
- Riddare av Vasaorden (RVO) - 1888
- Riddare av Nordstjärneorden (RNO) - 1894

## Familjeförhållanden
Viktor Adler gifte sig första gången den 20 maj 1877 med Gerda Holter (1855-1903) och efter hennes död 1903 gifte han sig andra gången den 5 juni 1904 med den första hustruns syster, Ida Laurentia Holter, född 27 september 1858.
Han var son till fabriksdisponenten Thure Maurits Adler och Sara Wettergren. Då Viktor Adler föddes var fadern disponent på Sjuntorps egendom i Västergötland. 
Han är begravd på Östra kyrkogården i Göteborg